# えびめし
えびめしとは、ご飯に海老などの具を入れて油炒めしソース風味に仕上げた料理で、チャーハンの一種である。岡山県近辺で食されており、特に岡山市（中心市街地）の郷土料理として有名である。なお他府県にある同名のちらし寿司の一種とは異なるものである。

## 歴史
ルーツは東京都渋谷区宮下のカレー店「いんでいら」のメニューを岡山県出身の店員　出井達海（株式会社いんでいら会長）が暖簾分けの形で許可を得て故郷に持ち帰りアレンジを加え、岡山市奉還町にて開店した自身の店で提供したところ市の中心市街地を中心に人気となり同市街地で喫茶店等で提供する店が出始めた。後に岡山県内でローカルチェーン店化し県全域にてヒットし、多くの県民が知る人気料理となった。なお現在岡山県内では、岡山市中心部のほかに局地的にえびめしを食する地域が点在するが、存在を認知しない地域もある。

## 特徴
基本的にはピラフの一種で、具に海老を用いたものを、デミグラスソースとケチャップ、カラメルソースなどをベースにしたえびめしソースを絡めて黒褐色に仕立てたものである。付け合せとして錦糸卵を上にのせてキャベツの千切り（酢漬けやコールスローの場合も多い）を添えるのが一般的である。
ハンバーグやシーフードのフライを添えたり、オムライスに仕立てたり、店によってさまざまなバリエーションが存在する。
えびめしソースは店それぞれの秘伝であり、さまざまな隠し味を加えているということだが、近年は家庭で手軽に作れるソースや冷凍食品なども製品化されている。

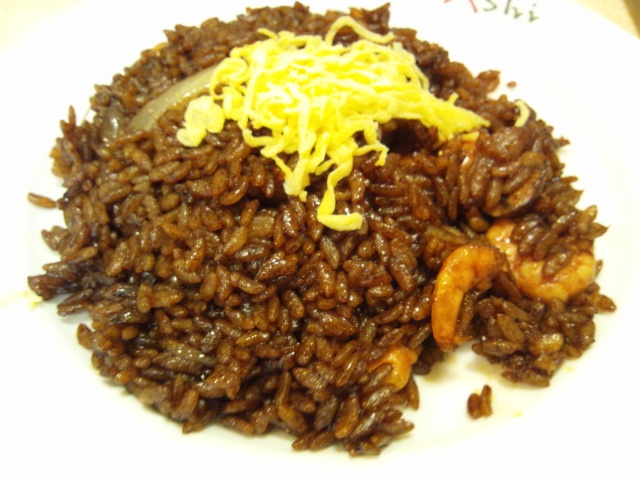
岡山県岡山市・倉敷市「えびめしや」のえびめし　元祖を称する店。錦糸卵のみが盛られている。
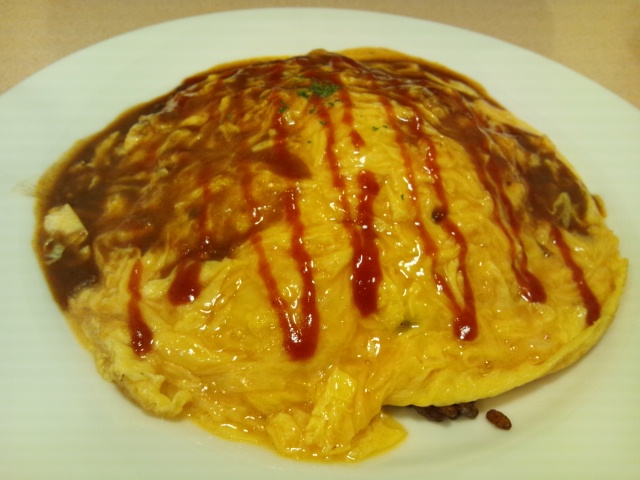
岡山県岡山市・倉敷市「えびめしや」のえびめし　オムライス仕立。
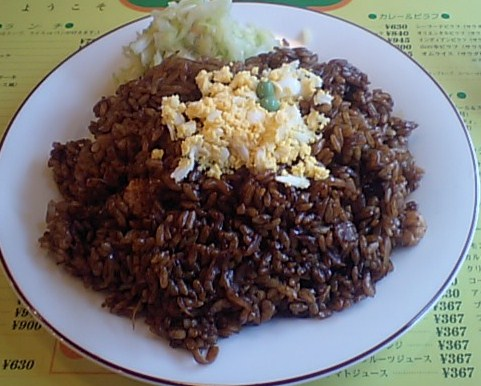
岡山県新見市の「いんでぃら」のえびめし　コールスローサラダとスクランブルエッグがプレートに盛られている。

## 提供店
岡山県の株式会社いんでいらがチェーン展開するえびめし専門店『えびめしや』の他、かつて岡山いんでいらで修行したスタッフが自身の店で提供したり、岡山市中心部では喫茶店や洋食店、大衆食堂でも味わうことができる。また、珍しいところではラーメン店や和食店、鉄板焼き店の他、県内の一部のスーパーにて惣菜として販売されている例もある。